# تنها چیزی که تا حالا خواستم
«تنها چیزی که تا حالا خواستم» (به انگلیسی: All I Ever Wanted) آلبومی از کلی کلارکسون است که در سال ۲۰۰۹ میلادی منتشر شد.